# Asma Džahangírová
Asma Džahangírová, rozená Džiláníová, (27. ledna 1952 Láhaur – 11. února 2018 tamtéž) byla pákistánská právnička a sociální aktivistka.
Pocházela ze vzdělané paštunské rodiny, její otec byl předním odpůrcem pákistánského vojenského režimu. Vystudovala Kinnaird College for Women a Paňdžábskou univerzitu, od roku 1982 pracovala na Nejvyšším soudu Pákistánu a stala se první ženou v čele advokátní komory. Byla aktivní v Ženském akčním fóru a v roce 1983 byla uvězněna za podporu Hnutí za obnovu demokracie, zaměřeného proti diktatuře generála Muhammada Zijáula Haka. Po propuštění pobývala v Ženevě, kde pracovala v organizaci Defence for Children International.
V roce 1987 spoluzakládala Pákistánskou komisi pro lidská práva a v roce 1993 se stala její předsedkyní. Se svojí sestrou zavedla bezplatné právní poradenství pro ženy a vymáhala důsledné dodržování zákazu dětské práce. Požadovala zrušení trestu smrti v Pákistánu, protestovala proti vraždám ze cti a snažila se prosadit, aby bylo ženám dovoleno provdat se i bez souhlasu mužských příbuzných. Odmítala také pákistánský zákon proti rouhání jako záminku k diskriminaci náboženských menšin. Vystupovala proti korupci a usilovala o ukončení války v Kašmíru. V roce 2007 organizovala protesty právníků proti režimu Parvíze Mušarafa a po vyhlášení výjimečného stavu jí bylo nařízeno tříměsíční domácí vězení. V roce 2012 vystoupila s obviněním, že pákistánská bezpečnostní služba naplánovala její zavraždění.
Pracovala pro Mezinárodní krizovou skupinu, byla pozorovatelkou Organizace spojených národů v otázkách svobody vyznání a zasedala v porotě Mezinárodní norimberské ceny za lidská práva. V letech 2010 až 2013 byla místopředsedkyní Mezinárodní federace pro lidská práva. Obdržela Cenu Martina Ennalse, zvanou „Nobelova cena v oblasti lidských práv“, cenu Stefanusalliansen, Řád čestné legie a v roce 2014 jí byla udělena Cena za správný život.